# SICUE
SICUE (Sistema de Intercambio entre Centros Universitarios Españoles) es un programa de movilidad español de estudiantes universitarios que posibilita realizar un periodo de estudios en otra universidad española, con iguales garantías de reconocimiento académico y aprovechamiento de los estudios realizados en su universidad de origen. El intercambio se basa en la confianza, la transparencia informativa, la reciprocidad y la flexibilidad entre las universidades que participan en el Programa. Lo convoca el Ministerio de Educación, a través de la Conferencia de Rectores de las Universidades Españolas (CRUE).

## Requisitos para participar en el programa
Para asegurar que el estudiante conoce bien su sistema docente este intercambio deberá realizarse una vez se haya superado en la universidad de origen lo siguiente:
- Planes renovados: un mínimo de 30 créditos y estar matriculado en 30 créditos más en Diplomaturas, Ingenierías Técnicas y Arquitectura Técnica; 90 créditos y estar matriculado en 30 créditos más en Licenciaturas, Ingeniería y Arquitectura.
- Planes no renovados: tener superados en su universidad de origen como mínimo la mitad de las asignaturas del primer curso de la titulación en Diplomaturas e Ingenierías o Arquitecturas Técnicas y el equivalente a curso y medio en Licenciaturas, Ingenierías o Arquitecturas, y estar matriculado en no menos de la mitad de asignaturas del equivalente a un curso académico.

Asimismo se establecen los siguientes requisitos para los alumnos de titulaciones de solo segundo ciclo o bien de un segundo ciclo que no resulte continuación directa del primer ciclo de origen (según los planes de estudio anteriores al RD 1393/2007 de 29 de octubre):
- Para el primer año de estas titulaciones no se podrá solicitar intercambio SICUE. Cálculo de la nota media de estos alumnos: se tendrán en cuenta la media del primer ciclo más los créditos que el alumno pudiera tener superados a fecha 30 de septiembre del año anterior al de la solicitud. Es requisito para solicitar un intercambio SICUE en estos casos estar matriculados de un mínimo de 30 créditos.

- Quedan excluidos del programa de movilidad SICUE los planes de estudio de máster y de doctorado.

## Becas Séneca
El Programa SICUE es un sistema de intercambio, no una beca, aunque está apoyado por las becas Séneca del Ministerio de Educación, excluidas para el curso 2013/2014 y posteriores.